# رسول دهقانی
رسول دهقانی دروازبان هندبال اهل ایران است. و در شهر اصفهان است.

## افتخارات
- مقام سوم قهرمانی آسیا در سال ۲۰۱۷ میلادی به میزبانی تایلند.[۱][۲]
- مقام سوم بازی‌های آسیای ۲۰۰۶ قطر
- مقام چهارم جهان در قهرمانی ساحلی جهان در اکیتا ژاپن ۲۰۰۱ را به دست آورد.
- قهرمان بازی های اسیایی هندبال ساحلی تهران ۲۰۲۲(مربی)